# سرای، اسکوپیه
سرای (مقدونی: Сарај}} , آلبانیایی: Saraj) روستایی در اسکوپیه در مقدونیه شمالی است. مقر شهرداری سرای در این روستا است. نام این روستا و منطقه از واژه فارسی «سرای» آمده‌است.

## مردم‌شناسی
بر اساس سرشماری سال ۲۰۲۱، این روستا در مجموع ۶۲۶۵ نفر سکنه داشته‌است.
اقوام این روستا عبارتند از:
- آلبانیایی‌ها ۵۳۷۹
- مقدونی‌ها ۳۰۷
- رومانی‌ها ۱۶۷
- بوسنیایی‌ها ۷۳
- ترک‌ها ۱۱
- صرب‌ها ۴
- دیگران ۱